# آکیرا اندو (زیست‌شیمی‌دان)
آکیرا اندو (انگلیسی: Akira Endo؛ ۱۴ نوامبر ۱۹۳۳ – ۶ مهٔ ۲۰۲۴) دانشمند اهل ژاپن و پیشگام در کشف استاتین‌ها بود.

## کشف استاتین
او در سال ۱۹۷۳ نخستین ترکیب پایین‌آورنده کلسترول را کشف کرد که به کاهش خطر بیماری قلبی و سکته مغزی کمک می‌کند. اما برای این کشف، هرگز برنده جایزه‌ای نشد. در سپتامبر ۱۹۸۷ نخستین استاتین با نام لووستاتین برای استفاده پزشکی در آمریکا تایید شد. به دنبال آن، کشف سیکلوسپورین نیز باعث انقلابی در داروهای پیوند عضو شد. این دارو به جلوگیری از دفع اندام اهدایی توسط بدن کمک می‌کند.